# Переговоры в Магдаленке

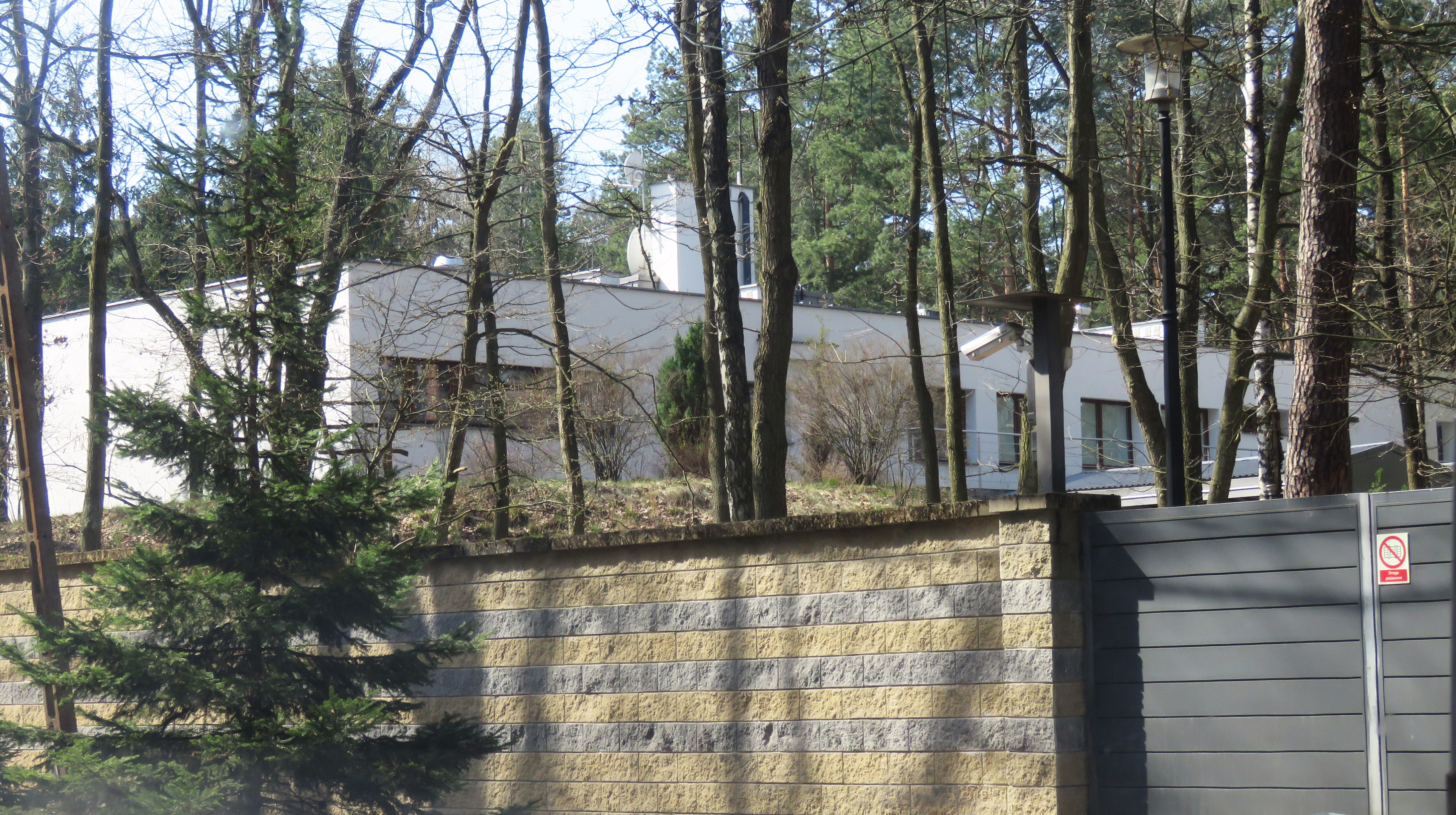
Дача МВД в Магдаленке — место переговоров

Переговоры в Магдаленке (пол. Rozmowy w Magdalence) — конфиденциальные переговоры представителей коммунистического правительства ПНР и оппозиционного движения «Солидарность» в сентябре 1988 года. Первый прямой контакт между руководителями «Солидарности» и правящей Польской объединённой рабочей партии после периода военного положения. Проходили в городке Магдаленка близ Варшавы, в конференц-зале местного офиса МВД (частично на правительственной вилле в Варшаве). Предвосхитили «Круглый стол» и последующие политические перемены в Польше.

## Кризисный фон
К концу 1987 года стало очевидным, что ни военное положение 1981—1983 годов, ни последующие политические манёвры не стабилизировали ситуацию и не укрепили партийно-военный режим генерала Ярузельского. Власть Польской объединённой рабочей партии отторгалась подавляющим большинством населения Польши, особенно рабочим классом, интеллигенцией и молодёжью.
Массовое недовольство усиливалось из-за экономических трудностей. Промышленное производство ПНР в конце 1980-х годов не достигало уровня 1979 года. Внешний долг превысил 40 млрд долларов. Ежегодная инфляция достигала 300 %. Государственное банкротство предотвращалось только политически мотивированными субсидиями СССР.
Правительство Збигнева Месснера пыталось оживить экономику за счёт расширения частного сектора и включения некоторых рыночных механизмов. Но эти меры не дали эффекта из-за тотального недоверия общества к правительственным мероприятиям. 25 ноября 1987 года правительство вынесло свои предложения (предполагавшие, в частности, более чем двукратное повышение потребительских цен) на общенациональный референдум. Явка оказалась самой низкой в истории Польши — менее трети избирателей — однако заявленные меры были введены в действие. На этом фоне активизировались подпольные структуры Солидарности.

## Массовые протесты 1988 года
В августе 1987 года по стране прокатилась волна уличных демонстраций и столкновений с милицией. В марте 1988 года в Варшаве, Кракове и Люблине выступили студенты. Власти ответили разгонами и арестами. Эти действия спровоцировали ещё большее усиление протестов.
В апреле 1988 года рабочие оборонных и металлургических заводов объявили забастовку, требуя повышения зарплаты, освобождения арестованных и трудоустройства уволенных оппозиционеров, легализации «Солидарности». 1 мая повсеместно прошли многотысячные оппозиционные демонстрации. 2 мая забастовала "колыбель «Солидарности» — Гданьская судоверфь им. Ленина. На предприятии появился Лех Валенса, вновь ставший признанным лидером общенационального оппозиционного движения. Следующая волна забастовок нахлынула в августе 1988 года, захлестнув угольную отрасль Силезии и судостроение городов Балтийского побережья.
Забастовки весны — лета 1988 года были самыми мощными со времён «Солидарности» 1980—1981. 20 августа власти пригрозили вторичным введением военного положения.

## Партия вынуждается к уступкам
Консервативное крыло ПОРП выступало за силовое подавление оппозиции. Однако позиция «партийного бетона» была характерна либо для коммунистических ветеранов, уже отстранённых от принятий решений (Тадеуш Грабский, Мирослав Милевский), либо для деятелей второго-третьего эшелона (Януш Кубасевич, Ян Лабецкий). Большинство партийно-государственных руководителей понимали нереалистичность силового варианта. Массовость и ярость протестов, деморализация партии и силовых структур, международная обстановка (перестройка в СССР), изоляция партактива в обществе, сравнительная малочисленность надёжных спецподразделений обрекали «второе военное положение» на неминуемый и быстрый провал. С соответствующими персональными последствиями для инициаторов.
«Руководящая триада» ПОРП — первый секретарь ЦК Войцех Ярузельский, секретарь ЦК Мечислав Раковский, министр внутренних дел Чеслав Кищак — сделали ставку на компромисс. Мотором процесса стал генерал Кищак (лично ответственный за кровопролития 1980-х).

В переговорах, определяющих формат «круглого стола», должны участвовать люди, действительно влияющие на принятие решений, вне зависимости от их имиджа. В Польше партнёром Валенсы по переговорам был министр внутренних дел Чеслав Кищак, руководивший в течение нескольких лет репрессиями против «Солидарности». Значительная часть консультаций между Валенсой и Кищаком носила закрытый характер.

25 августа 1988 года Кищак встретился с Валенсой в присутствии представителя польского епископата аббата Алоизия Оршулика. Было согласовано прекращение забастовок в обмен на легализацию «Солидарности».

Генерал прямо говорил, что партийный «бетон» пытается торпедировать любые предложения об урегулировании спора с оппозицией. Чувствовалось, что говорит он искренне. Но я удивлялся, что смотрю в эти глаза.

Лех Валенса

28 августа ЦК ПОРП санкционировал переговоры с данной повесткой дня (партийная верхушка в тот момент ещё рассчитывала ограничиться уступками формального характера). Было решено продолжить переговоры в расширенном составе и неофициальном формате.
15 сентября состоялась вторая встреча Валенсы с Кищаком при посредничестве Оршулика (со стороны «Солидарности» участвовал также профессор Анджей Стельмаховский, со стороны ПОРП — секретарь ЦК Станислав Чосек). На следующий день начались расширенные переговоры.

## Ход переговоров
В общей сложности состоялось 13 заседаний. Партийно-правительственную делегацию возглавлял генерал Кищак. Среди её членов наиболее известны Чосек, будущий президент Польши Александр Квасьневский, будущий премьер-министр Польши Лешек Миллер. Оппозиционную делегацию возглавлял Валенса. Со стороны «Солидарности» в переговорах участвовали такие лидеры, как Яцек Куронь, Адам Михник, Збигнев Буяк, Владислав Фрасынюк, Бронислав Геремек, будущий премьер-министр Польши Тадеуш Мазовецкий, будущий президент Польши Лех Качиньский.
Беседы проходили неформально, протоколы не имели официальной силы. Участники не располагали официальными полномочиями ни с той, ни с другой стороны. Некоторое время не признавался сам факт проведения переговоров.
Предметом обсуждения являлась повестка дня для общественного Круглого стола. Вопрос о легализации «Солидарности» был в принципе решён на узких совещаниях Кищака с Валенсой и Мазовецким. Однако формы и сроки могли быть различны. Руководство ПОРП готово было санкционировать деятельность лояльного общественно-политического движения (в Польше существовали формально самостоятельные, но реально контролируемые партаппаратом организации), однако возражало против альтернативного профсоюза. Кроме того, партийная сторона возражала против участия в переговорах Куроня и Михника. Но твёрдая позиция делегации «Солидарности», особенно лидера вроцлавского профцентра Фрасынюка, заставила делегацию Кищака пойти на уступки.
Формально заседания в Магдаленке не привели к соглашению. «Круглый стол», первоначально запланированный на октябрь 1988, открылся лишь 6 февраля 1989 года. Ему предшествовала последняя встреча в Магдаленке — 27 января. Чеслав Кищак гарантировал Леху Валенсе снятие законодательных ограничений на деятельность независимых профсоюзов. Это означало легализацию «Солидарности». Таким образом устранялись препятствия для дальнейшего переговорного процесса. 
В целом ПОРП ещё контролировала политическое положение. Однако в партийном руководстве возникали тревожные предчувствия. На совещании Секретариата ЦК ПОРП 16 февраля 1989 генерал Кищак произнёс: «Петлю себе на горле затягиваем, как бараны под нож идём». Член Политбюро Казимеж Цыпрыняк отмечал, что «переговоры запускают процессы, которых не остановить».
В основу решений «Круглого стола» 1989 легли предварительные намётки, согласованные в Магдаленке. Однако стремительное развитие событий — формирование правительства во главе с Мазовецким, радикальная экономическая реформа, отстранение коммунистических министров (в том числе Кищака), перевыборы парламента, уход с поста президента Ярузельского и избрание Валенсы — далеко превзошло самые тревожные опасения партийно-правительственной стороны и самые смелые надежды стороны оппозиционной.

## Оценки и значение
Отношение к переговорам в Магдаленке 1988 году в Польше двойственное. В целом они считаются адекватным на тот момент политическим компромиссом.
Негативно относятся к ним представители радикального крыла тогдашней оппозиции, особенно «Борющейся Солидарности». С их точки зрения, «возлияния в Магдаленке» являлись сговором части оппозиционных лидеров с коммунистической верхушкой за спиной протестующего народа. Подчас утверждается, будто в ходе этих переговоров представители коммунистической элиты получили негласные гарантии от серьёзных преследований за деяния, совершённые в период военного положения.

Адам Михник в процессе переговоров «круглого стола» поднимал тосты вместе с генералом Чеславом Кищаком — министром внутренних дел, ответственным за расстрел горняков шахты «Вуек» 16 декабря 1981 года и другие подлые убийства из-за угла. Для Михника этот генерал был и до сих пор остается «человеком чести»! Польская политика до сих пор руководствуется «постмагдаленковским» соглашением. Обещания, которые партнеры дали с наполненными бокалами в руках, обязательны к выполнению до сегодняшнего дня! Торжествует власть договорённостей и знакомств.

Янина Ядвига Хмелевская

Так или иначе, само согласие коммунистического руководства на переговоры с оппозицией было беспрецедентным шагом. К этому вынудили общественные протесты, прежде всего забастовочное движение — столь же беспрецедентное по массовости, решительности и упорству.